# Sannerville
Sannerville – miejscowość i dawna gmina we Francji, w regionie Normandia, w departamencie Calvados. W 2013 roku liczba ludności wynosiła 1828 mieszkańców. 
W dniu 1 stycznia 2017 roku z połączenia dwóch ówczesnych gmin – Sannerville oraz Troarn – utworzono nową gminę Saline. Siedzibą gminy została miejscowość Troarn. 

## Współpraca
Miejscowość partnerska:
- Silly, Belgia